# Apistogramma
Apistogramma é um género de peixes perciformes ciclídeos, conhecidos vulgarmente como ciclídeos anões sul-americanos. O grupo distribui-se por numerosos cursos de água de vários países da América do Sul, tendo como espécie emblemática o Apistogramma agassizii. Os ciclídeos-anões são peixes muito apreciados em aquariofilia, exibindo uma enorme variedade de comportamentos sociais e particularidades de grande interesse na hora da reprodução.
Distinguir o género Apistogramma de outros Ciclídeos Anões Sul-Americanos, sendo que neste último grupo não taxonómico cabem outros grupos taxonómicos do tipo género, tais como: Apistogrammoides, Biotoecus, Crenicara, Dicrossus, Laetacara, Nannacara, Microgeophagus e Taenicara.

## Reprodução
Descritos como peixes de harém, a estratégia seguida para a multiplicação em aquário é geralmente a do par monogâmico; na maior parte das vezes, o harém que se observa na natureza não é recriado em aquário por falta de espaço. Após a desova e fertilização dos ovos o macho defende o território, mas a fêmea impede-o de se aproximar da postura num perímetro que varia consoante a espécie. Os cuidados parentais do macho são reduzidos e a família mono-parental (fêmea e crias) dos Apistogramma é eficaz na protecção dos jovens que têm todas as condições para sobreviver na ausência do macho.

## Espécies
- Apistogramma acrensis  Staeck, 2003
- Apistogramma agassizii (Steindachner, 1875)
- Apistogramma aguarico Römer & Hahn, 2013
- Apistogramma alacrina Kullander, 2004
- Apistogramma allpahuayo Römer, Beninde, Duponchelle, Vela Diaz et al. 2012
- Apistogramma amoena Cope, 1872
- Apistogramma angayuara Kullander& Ferreira, 2005
- Apistogramma arua Römer & Warzel, 1998
- Apistogramma atahualpa Römer, 1997
- Apistogramma baenschi Römer, Hahn, Römer, Soares & Wöhler 2004
- Apistogramma barlowi Römer & Hahn, 2008
- Apistogramma bitaeniata Pellegrin, 1936
- Apistogramma borellii Regan, 1906
- Apistogramma brevis Kullander, 1980
- Apistogramma cacatuoides Hoedeman, 1951
- Apistogramma caetei Kullander, 1980
- Apistogramma caudomaculata Mesa & Lasso, 2011
- Apistogramma cinilabra Römer, Duponchelle, Vela Diaz, García Dávila et al. 2012
- Apistogramma commbrae Regan, 1906
- Apistogramma cruzi Kullander, 1986
- Apistogramma diplotaenia Kullander, 1987
- Apistogramma elizabethae Kullander, 1980
- Apistogramma eremnopyge Ready & Kullander, 2004
- Apistogramma erythura Staeck & Schindler, 2008
- Apistogramma eunotus Kullander, 1981
- Apistogramma flabellicauda Mesa & Lasso, 2011
- Apistogramma geisleri Meinken, 1971
- Apistogramma gephyra Kullander, 1980
- Apistogramma gibbiceps Meinken, 1969
- Apistogramma gossei Kullander, 1982
- Apistogramma guttata Antonio C et al., 1989
- Apistogramma helkeri Schinder & Staeck, 2013
- Apistogramma hippolytae Kullander, 1982
- Apistogramma hoignei Meinken, 1965
- Apistogramma hongsloi Kullander, 1979
- Apistogramma huascar Römer, Pretor & Hahn, 2006
- Apistogramma inconspicua Kullander, 1983
- Apistogramma iniridae Kullander, 1979
- Apistogramma inornata Staeck, 2003
- Apistogramma intermedia Mesa & Lasso, 2011
- Apistogramma juruensis Kullander, 1986
- Apistogramma lineata Mesa & Lasso, 2011
- Apistogramma linkei Koslowski, 1985
- Apistogramma luelingi Kullander, 1976
- Apistogramma maciliense Hasemen, 1911
- Apistogramma macmasteri Kullander, 1979
- Apistogramma martini Römer, Hahn, Römer, Soares & Wöhler, 2003
- Apistogramma megaptera Mesa & Lasso, 2011
- Apistogramma meinkeni Kullander, 1980
- Apistogramma mendezi Römer, 1994
- Apistogramma minima Mesa & Lasso, 2011
- Apistogramma moae Kullander, 1980
- Apistogramma nijsseni Kullander, 1979
- Apistogramma norberti Staeck, 1991
- Apistogramma nororientalis Mesa & Lasso, 2011
- Apistogramma ortmanni Eigenmann, 1912
- Apistogramma panduro Römer, 1997
- Apistogramma pantalone Römer, Römer, Soares & Hahn 2006
- Apistogramma paucisquamis Kullander, 1988
- Apistogramma paulmuelleri Römer, Beninde, Duponchelle, García Dávila et al. 2013
- Apistogramma payaminonis Kullander, 1986
- Apistogramma pedunculata Mesa & Lasso, 2011
- Apistogramma personata Kullander, 1980
- Apistogramma pertensis Haseman, 1911
- Apistogramma piaroa Mesa & Lasso, 2011
- Apistogramma piauiensis Kullander, 1980
- Apistogramma playayacu Römer, Beninde & Hahn 2011
- Apistogramma pleurotaenia Regan, 1909
- Apistogramma pulchra Kullander, 1980
- Apistogramma regani Kullander, 1980
- Apistogramma resticulosa Kullander, 1980
- Apistogramma rositae Römer, Römer & Hahn, 2006
- Apistogramma rubrolineata Hein, Zarske & Zapata, 2002
- Apistogramma rupununi Fowler, 1914
- Apistogramma salpinction Kullander & Ferreira, 2005
- Apistogramma similis Staeck, 2003
- Apistogramma staecki Koslowski, 1985
- Apistogramma steindachneri Regan, 1908
- Apistogramma taeniata Gunther, 1862
- Apistogramma trifasciata Eigenmann & Kennedy, 1903
- Apistogramma tucurui Staeck, 2003
- Apistogramma uaupesi Kullander, 1980
- Apistogramma urteagai Kullander, 1986
- Apistogramma velifera Staeck, 2003
- Apistogramma viejita Kullander, 1979
- Apistogramma wapisana Römer, Hahn & Conrad, 2006

## Comercialização
Em Portugal continental, estão disponíveis nas lojas de animais dos principais centros do país e nas lojas especializadas em aquariofilia. Outrora raros, a sua oferta tem vindo a crescer, tanto em quantidade como em qualidade. 
As espécies mais frequentemente encontradas são A. agassizii, A. borellii e A. cacatuoides. Este último aparece nas lojas como um exemplo de selecção artificial: na natureza tem uma fisionomia mais discreta em relação ao exuberante laranja que ornamenta os aquários.